# Luciano Darderi
Luciano Tadeo Darderi (* 14. února 2002 Villa Gesell, Buenos Aires) je italský profesionální tenista narozený v Argentině. Ve své dosavadní kariéře na okruhu ATP Tour vyhrál čtyři singlové turnaje. Na challengerech ATP a okruhu ITF získal pět titulů ve dvouhře a čtyři ve čtyřhře.
Na žebříčku ATP byl ve dvouhře nejvýše klasifikován v srpnu 2024 na 32. místě a ve čtyřhře v srpnu 2022 na 104. místě. Trénuje ho otec Luciano Enrique Darderi.

## Soukromý život
Narodil se roku 2002 ve Villa Gesell, přímořském městě argentinské provincie Buenos Aires. Má mladšího bratra Vita Darderiho (nar. 2008). Otec Luciano Enrique Darderi (nar. 1967) hrál tenis na mezinárodní úrovni. Italský děd z otcovy strany se také věnoval tenisu.
V deseti letech mu Argentinská tenisová asociace umožnila reprezentovat Itálii, jejíž tenisový svaz poskytl Darderimu ekonomickou podporu pro rozvoj tenisové kariéry. Přibližně v roce 2014 obdržel italské občanství vedle toho argentinského. Zázemí získal v Římě a trénovat začal také ve Florencii. Do Argentiny se vracel na jeden až dva zimní měsíce v roce.

## Tenisová kariéra
V hlavní soutěži okruhu ATP Tour debutoval únorovým Córdoba Open 2023 po průchodu kvalifikací. V úvodu dvouhry přehrál Francouze Huga Gastona, než jej vyřadil čtyřicátý sedmý hráč žebříčku a pozdější vítěz Sebastián Báez. O dva týdny později postoupil z kvalifikace na Abierto Mexicano Telcel 2023, až jako šťastný poražený po odhlášení Alcaraze. Časnou porážku v acapulské dvouhře mu přivodil Američan Mackenzie McDonald ze sedmé světové desítky. První challengerový titul ve dvouhře vybojoval během srpna 2023 v italském Todi a v listopadu přidal druhý v peruánské Limě.
Blízko k první účasti v grandslamové dvouhře měl na Australian Open 2023, kde jej v závěrečném kole kvalifikace nepustil do hlavní soutěže krajan Mattia Bellucci. Teprve třetí singlovou účast na túře ATP proměnil v první kariérní trofej. Na Córdoba Open 2024 si v rámci okruhu ATP Tour premiérově zahrál čtvrtfinále, semifinále i finále. Ve druhém kole ztratil jen tři gamy s rakouskou světovou osmatřicítkou Sebastianem Ofnerem. Poté zvládl duel proti Němci z šesté desítky Yannicku Hanfmannovi a rok starou porážku oplatil obhajujícímu Báezovi. V souboji o titul zdolal o dvanáct let staršího argentinského kvalifikanta Facunda Bagnise po dvousetovém průběhu. Soupeři patřila až 207. příčka klasifikace. Od založení okruhu ATP Tour v roce 1990 se jednalo teprve o třetí finále mezi dvěma kvalifikanty. Darderi se po skončení posunul o šedesát míst výše na nové maximum, 76. místo, jímž debutoval v elitní světové stovce.
Druhou singlovou trofej na túře ATP vybojoval ve 23 letech, když ovládl antukový Grand Prix Hassan II 2025 v Marrákeši. Do finále postoupil přes pátého nasazeného Španěla Roberta Carballése Baenu a v něm zdolal nizozemskou turnajovou jedničku Tallona Griekspoora ve dvou sadách. Výrazně tím vylepšil pasivní bilanci z odehrané části probíhajícího ročníku, když do Marrákeše přicestoval s poměrem zápasů 2–8. Po skončení se, v první polovině dubna 2025, vrátil do elitní světové padesátky.

## Finále na okruhu ATP Tour
| Legenda                   |
| ------------------------- |
| D – dvouhra; Č – čtyřhra  |
| Grand Slam (0)            |
| Turnaj mistrů (0)         |
| ATP Tour Masters 1000 (0) |
| ATP Tour 500 (0)          |
| ATP Tour 250 (4–0 D)      |

### Dvouhra: 4 (4–0)
| Stav  | č. | datum         | turnaj             | kategorie | povrch | soupeř ve finále  | výsledek           |
| ----- | -- | ------------- | ------------------ | --------- | ------ | ----------------- | ------------------ |
| Vítěz | 1. | únor 2024     | Córdoba, Argentina | ATP 250   | antuka | Facundo Bagnis    | 6–1, 6–4           |
| Vítěz | 2. | duben 2025    | Marrákeš, Maroko   | ATP 250   | antuka | Tallon Griekspoor | 7–6(7–3), 7–6(7–4) |
| Vítěz | 3. | červenec 2025 | Båstad, Švédsko    | ATP 250   | antuka | Jesper de Jong    | 6–4, 3–6, 6–3      |
| Vítěz | 4. | červenec 2025 | Umag, Chorvatsko   | ATP 250   | antuka | Carlos Taberner   | 6–3, 6–3           |

## Tituly na challengerech ATP a okruhu ITF
| Legenda                  |
| ------------------------ |
| D – dvouhra; Č – čtyřhra |
| Challengery (3 D; 4 Č)   |
| ITF (2 D; 0 Č)           |

### Dvouhra (5 titulů)
| Č. | datum         | turnaj            | povrch | poražený finalista         | výsledek           |
| -- | ------------- | ----------------- | ------ | -------------------------- | ------------------ |
| 1. | červen 2021   | Monastir, Tunisko | tvrdý  | Santiago Rodríguez Taverna | 6–3, 7–5           |
| 2. | srpen 2021    | Monastir, Tunisko | tvrdý  | Duarte Vale                | 6–2, 6–2           |
| 3. | srpen 2023    | Todi, Itálie      | antuka | Clement Tabur              | 6–4, 6–7(5–7), 6–1 |
| 4. | listopad 2023 | Lima, Peru        | antuka | Mariano Navone             | 4–6, 6–3, 7–5      |
| 5. | červen 2024   | Perugia, Itálie   | antuka | Sumit Nagal                | 6–1, 6–2           |

### Čtyřhra (4 tituly)
| Č. | datum           | turnaj                  | povrch | spoluhráč            | poražení finalisté                         | výsledek             |
| -- | --------------- | ----------------------- | ------ | -------------------- | ------------------------------------------ | -------------------- |
| 1. | 23. října 2021  | Buenos Aires, Argentina | antuka | Juan Bautista Torres | Hernán Casanova Santiago Rodríguez Taverna | 7–6(7–5), 7–6(12–10) |
| 2. | 28. května 2022 | Vicenza, Itálie         | antuka | Francisco Comesaña   | Matteo Gigante Francesco Passaro           | 6–3, 7–6(7–4)        |
| 3. | 18. června 2022 | Parma, Itálie           | antuka | Fernando Romboli     | Denys Molčanov Igor Zelenay                | 6–2, 6–3             |
| 4. | 25. června 2022 | Milán, Itálie           | antuka | Fernando Romboli     | Diego Hidalgo Cristian Rodríguez           | 6–4, 2–6, [10–5]     |